# Apocrypta setoptera
Apocrypta setoptera är en stekelart som beskrevs av Ulenberg 1985. Apocrypta setoptera ingår i släktet Apocrypta och familjen fikonsteklar.
Artens utbredningsområde är Madagaskar. Inga underarter finns listade i Catalogue of Life.